# Palestra Itália FC
Palestra Itália FC was een Braziliaanse voetbalclub uit de stad Curitiba in de staat Paraná.

## Geschiedenis
De club werd in 1921 opgericht door de Italiaanse gemeenschap in de stad. De club kon drie keer het staatskampioenschap winnen. Doordat Italië een van de Asmogendheden in de Tweede Wereldoorlog was veranderde de club in 1942 de naam in Paranaense FC, het jaar erop werd de naam Clube Atlético Comercial. In 1946 werd de naam opnieuw gewijzigd, nu in SE Palmeiras. In 1950 werd terug de oorspronkelijke naam aangenomen. De club speelde tot 1965 onafgebroken in de hoogste klasse. In 1971 fuseerde de club met Britânia Sport Club en CA Ferroviário om zo Colorado EC te vormen. Deze club fuseerde op zijn beurt in 1989 met EC Pinheiros en werd zo Paraná Clube.

## Erelijst
Campeonato Paranaense
1924, 1926, 1932